# Marc Aillet
Pour les articles homonymes, voir Aillet.
Marc Marie Max Aillet, né le 17 avril 1957 à Parakou au Dahomey, devenu le Bénin, est un évêque catholique français, évêque de Bayonne, Lescar et Oloron depuis 2008.

## Biographie

### Formation
Marc Aillet est le fils du capitaine Jacques Aillet, membre de l’Organisation de l'armée secrète connue par son sigle OAS, condamné en 1962 à trois années de prison,.
Il est passé par les scouts d’Europe.
Entré au séminaire de Gênes en Italie au titre de la communauté Saint-Martin, il obtient une licence et un doctorat canonique de théologie à l’Université catholique de Fribourg.

### Principaux ministères
Il est ordonné prêtre le 3 juillet 1982 en Italie, au sein de la communauté Saint-Martin.
Il exerce ensuite son ministère dans le diocèse de Fréjus-Toulon comme aumônier des lycées et collèges de Saint-Raphaël, professeur de théologie morale et directeur spirituel au séminaire diocésain de Fréjus-Toulon à la Castille (commune de la Crau).
Puis il ouvre l'école de théologie de la communauté Saint-Martin et devient recteur de la maison de formation (à Gênes en Italie puis à Candé-sur-Beuvron dans le diocèse de Blois). Pressenti pour succéder à l’abbé Guérin, au poste de modérateur général de la communauté, il n'est finalement pas choisi.
De 1998 à 2005 il est curé des paroisses de Saint-Raphaël. En 2002, Dominique Rey, évêque du diocèse de Fréjus-Toulon, fait de lui son vicaire général.
Le 15 octobre 2008, Benoît XVI le nomme évêque de Bayonne, Lescar et Oloron, comprenant 69 paroisses réparties dans le département des Pyrénées-Atlantique, où il succède à Pierre Molères. Sa consécration épiscopale a lieu le 30 novembre 2008, en la cathédrale Sainte-Marie de Bayonne. Elle est présidée par le cardinal Jean-Pierre Ricard, assisté de Dominique Rey et de Pierre Molères.
Marc Aillet est membre de l'Alliance des cœurs unis, et accompagne pastoralement l'association dont les statuts ont été déposés en 2014 auprès de la sous-préfecture de Bayonne et qui revendique 2 700 membres en 2022. Ce groupe est organisé autour de Gaëtane de Lacoste Lareymondie, dite « Virginie », qui prétend avoir des visions mystiques et des révélations surnaturelles que diffuse l'association. Béatrice Bourges et Caroline de Villiers, fille de Philippe de Villiers, en sont membres. La cellule « emprise et dérives sectaires dans l’Église catholique » de l'épiscopat français a reçu plusieurs signalements au sujet de l'Alliance des cœurs unis,.

## Évêque de Bayonne

### Communication
Marc Aillet choisit comme délégué épiscopal à l’information, et responsable de la communication Olivier Drapé, ancien directeur d'Ichtus, proche de l'extrême-droite catholique traditionaliste.
En 2012, le diocèse de Bayonne lance une campagne de communication originale, visant à recueillir des fonds pour la campagne annuelle du Denier du culte, en recourant à l'affichage publicitaire et aux réseaux sociaux,.
En 2021, il reprend par communiqué de presse de nombreux arguments des opposants à la vaccination contre le Covid-19. La même année, il appelle à boycotter le quotidien catholique La Croix à la suite d'une enquête sur un de ses proches Jean-Pierre Cattenoz.

### Académie Diocésaine pour la Vie

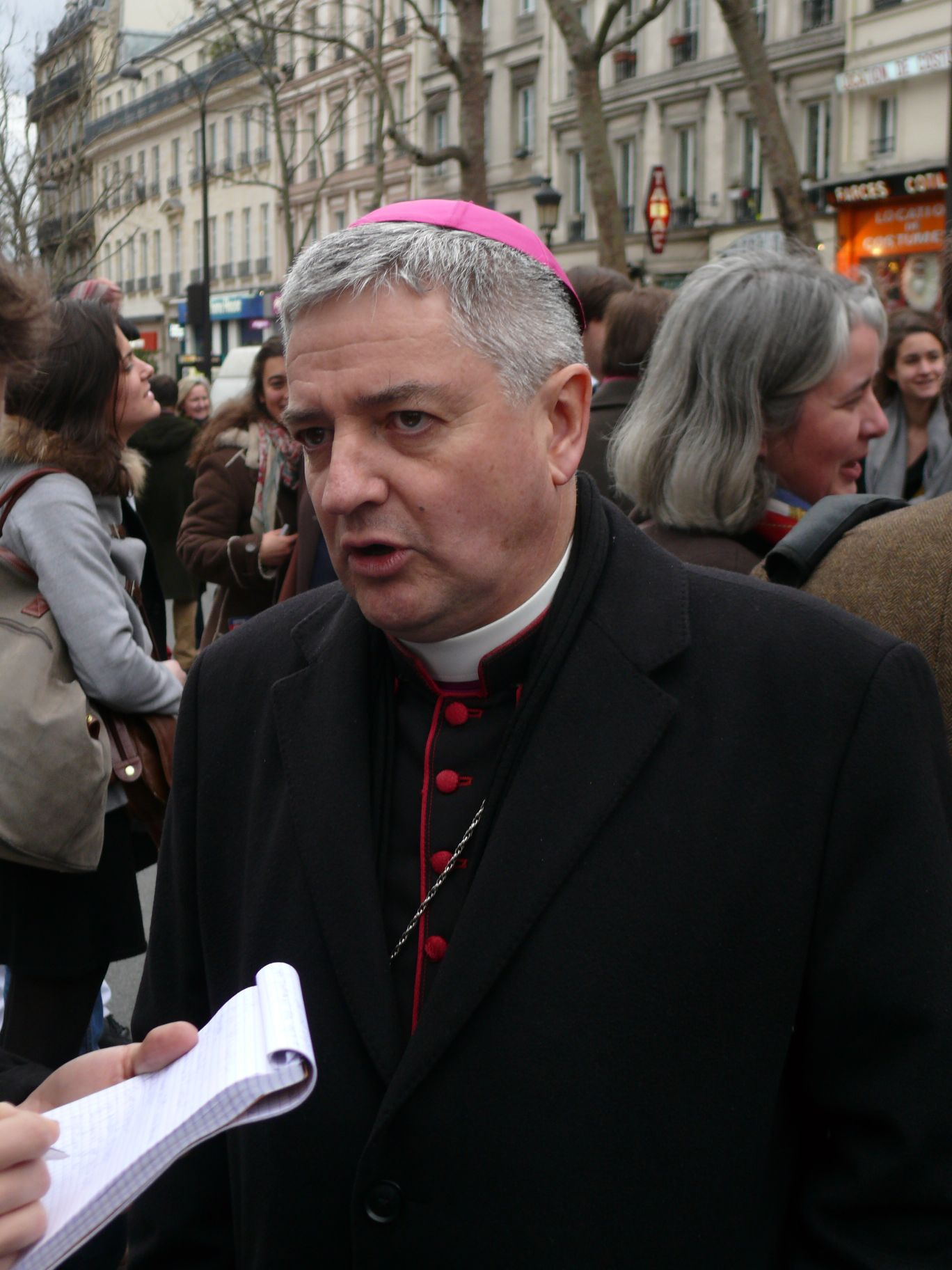
Marc Aillet en 2012.

Au sein de son diocèse, Marc Aillet lance officiellement le 5 janvier 2010 l'Académie Diocésaine pour la Vie.

#### Colloque International pour la Vie
Le « Colloque International pour la Vie » à Biarritz, du 30 novembre au 1er décembre 2012, suscite des réactions : la députée Sylviane Alaux considère que celui-ci est « de la provocation pure et simple » . Pour Michelle Berthier du planning familial « on ne se laissera pas voler nos droits à l'IVG, à la contraception, par une minorité contestée au sein même de l'Église ». Elle souligne l'appartenance ou la proximité d'intervenants avec l'Opus Dei, un mouvement « conservateur ».

### Visites de son ministère

#### Voyage à Moscou
En avril 2014, un mois après l'invasion et l'annexion de la Crimée par la Russie, Marc Aillet, accompagné d'une délégation, se déplace à Moscou pour rencontrer des représentants de l'Église orthodoxe russe et des personnalités politiques, l'État russe défendant une conception traditionnelle de la famille. Ce déplacement a été critiqué par les instances de la Conférence des évêques de France,.

#### Voyage en Irak, auprès des réfugiés chrétiens et des autres minorités

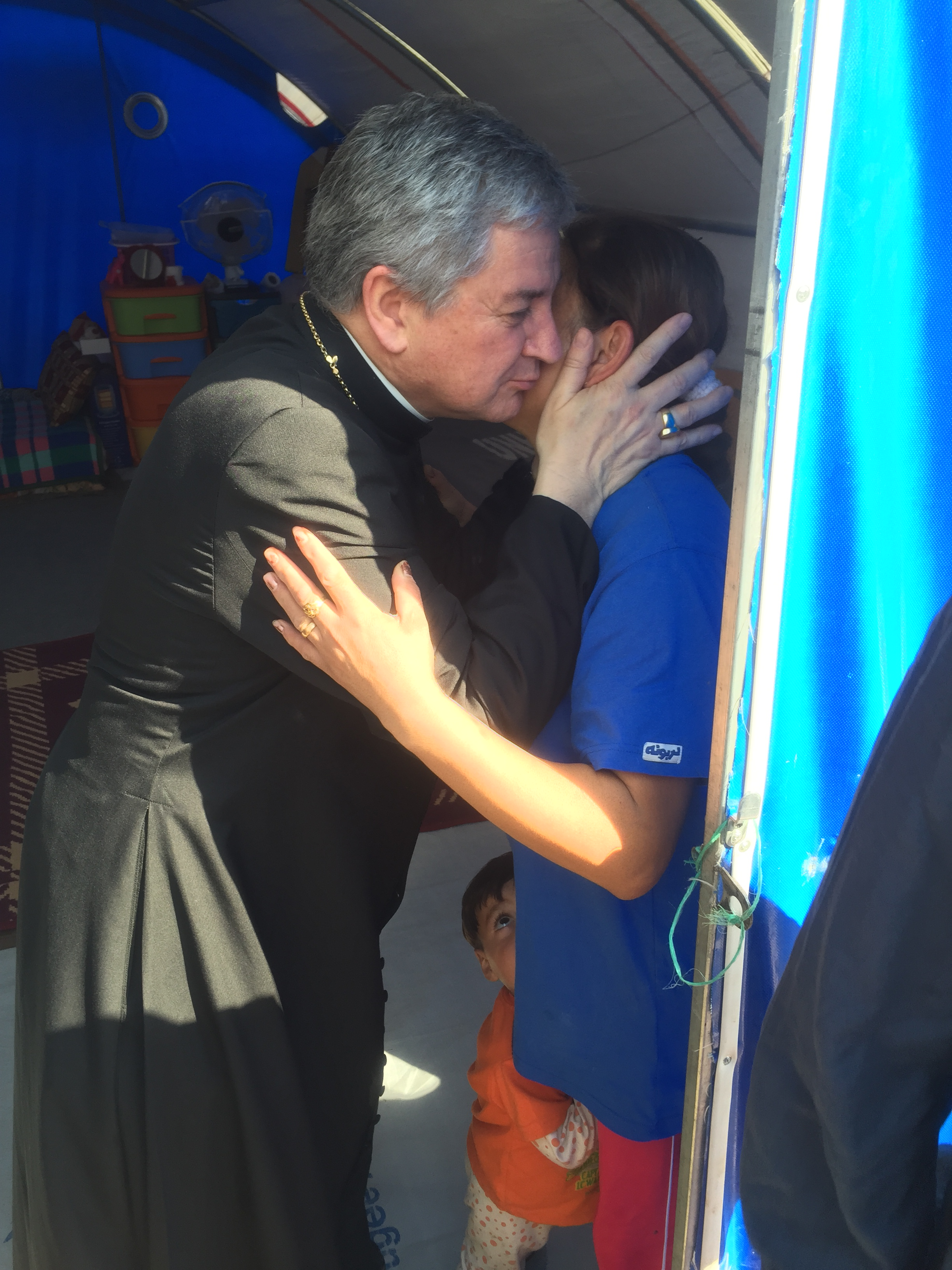
Marc Aillet auprès des réfugiés d'Irak, à Erbil, octobre 2014.

Du lundi 27 au jeudi 30 octobre 2014, il s’est rendu à Erbil en Irak, auprès des chrétiens et d’autres communautés déplacées en compagnie de Dominique Behnan Aziz, président de l’Association des Chaldéens de Pau. Ils sont reçus par l'êvèque Bashar Matti Warda[source insuffisante].

### Demande par Rome d'une visite fraternelle du diocèse sur fond de soupçons de dérives sectaires
Le diocèse de Bayonne fait l'objet d'une « visite fraternelle », à l'initiative du Saint-Siège début juin 2024. Elle est confiée à Antoine Hérouard, archevêque de Dijon. Cette visite vise à identifier d'éventuels problèmes de gouvernance, à la suite de critiques parvenues à Rome qui mettent en cause les positions conservatrices de Marc Aillet, « le peu de place qu’il laisserait aux laïcs dans sa conduite du diocèse et un tournant "rigoriste" insufflé aux paroisses »,.
L'un des points soulevés est la gestion du dossier de l'Alliance des cœurs-unis par l'évêque. Antoine Hérouard affirme ne pas être là « pour dire ce qu’il faut penser de l’Alliance [mais] comprendre comment l’évêque s’est situé par rapport à cette question »,. « Des médias ont rapidement rappelé le lien entre Mgr Marc Aillet et l’Alliance des cœurs unis », ce que l'intéressé rejette en invoquant que « cette visite n’a rien à voir avec ce sujet, qui n’a pas de lien avec le diocèse ». Antoine Hérouard indique que « ce n’est pas l’objet de cette visite [mais qu'] en revanche, si ce sujet a un impact sur la gouvernance du diocèse, [il s]’y intéressera ». À France Bleu, il déclare : « que cette association fait l'objet de critiques, il s'agit de savoir s'il n'y a pas de dérives sectaires et est-ce que (sic) dans l'accompagnement de cette association l'évêque se situe bien. » La vice-présidente de l'UNADFI dit suivre de près cette visite fraternelle afin d'obtenir une réponse de la hiérarchie catholique sur l'Alliance des cœurs unis qui inquiète l'association anti-sectes. Pour elle « le fait que les fidèles ou anciens fidèles aient peur de nous parler, c’est déjà un très mauvais signe. ».

## Prises de positions

### Euthanasie
En août 2011, à la suite de la mise en examen d'un médecin de Bayonne soupçonné d'avoir provoqué la mort de quatre patients en 5 mois, il prend position contre l'euthanasie.

### Interruption volontaire de grossesse
Ses prises de position de 2016 effectuent un parallèle entre l'organisation terroriste islamiste Daech et l'interruption volontaire de grossesse. À la suite de ces propos, la rédaction du magazine catholique Golias lance une pétition demandant sa démission. À l'Assemblée nationale, la députée des Pyrénées-Atlantiques Colette Capdevielle déclare : « Notre pays connaît des attaques sexistes que l'on croyait révolues et d’un autre temps ». En réponse, Marisol Touraine, ministre de la santé et des droits des femmes, indique : « Vous avez raison de souligner que sur les réseaux sociaux pullulent des interpellations contre l'IVG (…) C'est insupportable, inacceptable et irresponsable. ». Devant ces critiques, Aillet réplique : « Je pense que c’est un mauvais procès (…) Je continuerai à tweeter, pas forcément de cette manière. ». Le 30 janvier, en réaction à l'intervention du ministre, sept évêques signent une tribune publiée dans Le Figaro, dans laquelle ils réclament un « droit à l'avis ».
Le 21 février 2016, un géant à son effigie est brûlé en place publique lors du carnaval de Saint-Jean-de-Luz, alors que les organisateurs de l'association culturelle Donibane Ziburuko Ihauteriak crient : « San Pantzar ! C'est toi qui veux empêcher les femmes de disposer de leur corps ? Cela t'amuse de comparer l'avortement à Daech ? ». Le chargé de communication du diocèse interpelle alors la mairie, qui a autorisé la tenue du carnaval, et rappelle le sort des chrétiens d'Orient pour dénoncer un acte « qui dans un contexte difficile pour les chrétiens cautionne sous couvert d'humour les persécutions ». La Conférence des évêques de France a apporté son soutien au prélat.

### SIDA
Marc Aillet, à la suite de Jean-Paul II et Benoit XVI, considère que le préservatif n'est pas la principale solution à la lutte contre le SIDA.

### Homosexualité
En 2009, à l'occasion d'une gay-pride organisée à Biarritz, Marc Aillet critique aussi « les revendications tapageuses d’une infime minorité de nos concitoyens » et met en cause les tenues de certains manifestants. Didier Borotra, maire de la ville, réagit à cette prise de position dans une lettre ouverte « Je ne peux vous cacher que j’ai eu honte à la lecture de votre lettre du 18 juin. De toute évidence, vous ignorez les lois de la République, c’est dommage ! »,.
À la suite de la déclaration Fiducia supplicans du Dicastère pour la Doctrine de la foi, en décembre 2023, autorisant la bénédiction non-sacramentelle de couples de même sexe, Marc Aillet entend questionner certains éléments de cette déclaration « susceptibles de clarification ». Il demande aux prêtres de son diocèse d'accorder une bénédiction individuelle, en appelant les homosexuels « à la conversion et en les invitant à demander le secours de la grâce que le Seigneur accorde à tous ceux qui le lui demandent pour conformer leur vie à la Volonté de Dieu ». SOS homophobie considère que cet « appel à la conversion » et à se « conformer leur vie à la Volonté de Dieu » comme une validation implicite des thérapies de conversion pourtant interdites en France depuis 2022. Marc Aillet réfute cette analyse et précise que l’Église appelle à la conversion à la foi et non à « son orientation sexuelle ». Il s’agit de mettre en adéquation sa vie avec la « Parole de Dieu ».

#### Mariage pour tous

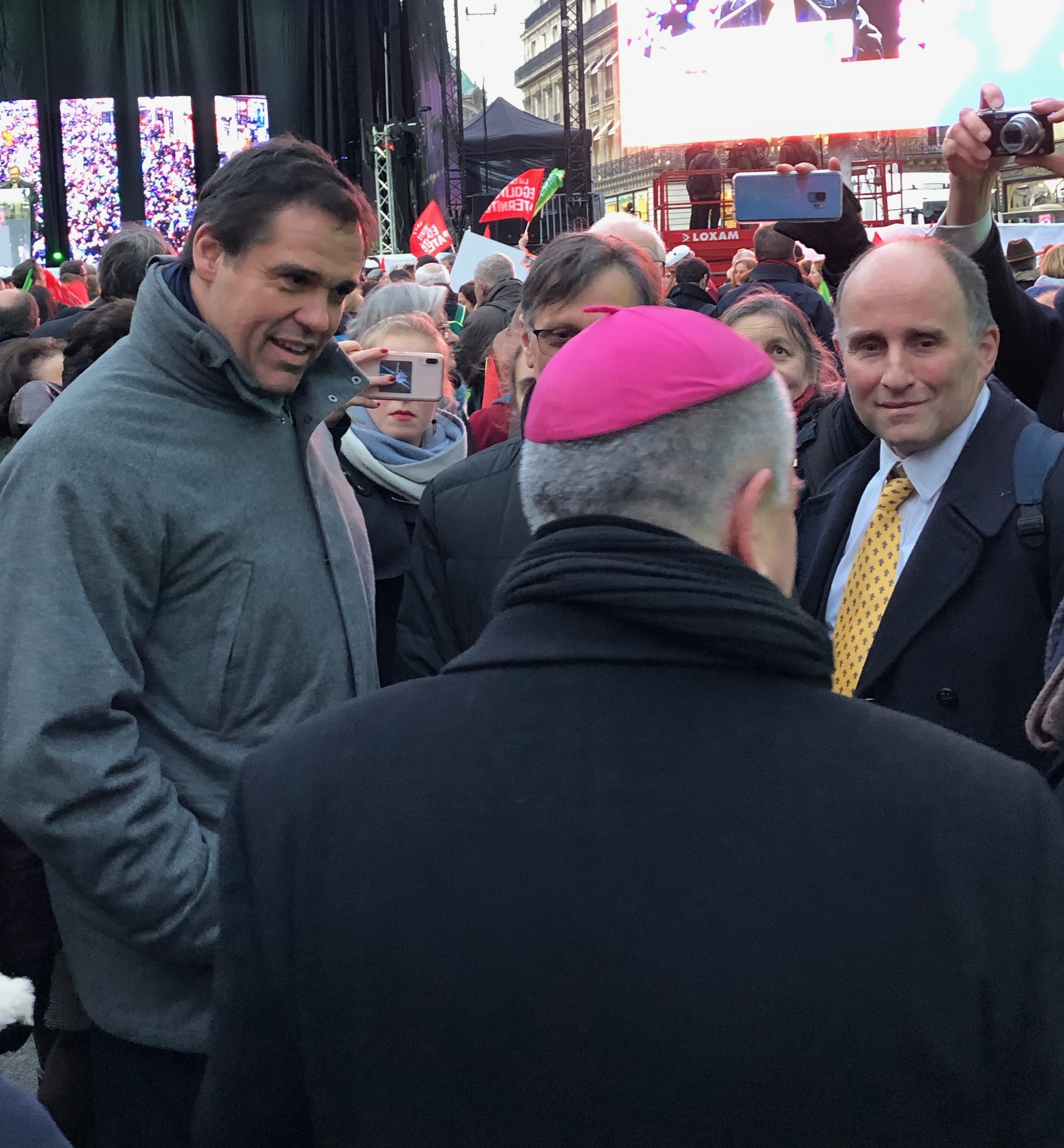
Marc Aillet discutant avec Louis de Bourbon à La Manif pour tous du 19 janvier 2020.

Marc Aillet s'est clairement positionné contre l'ouverture du mariage aux personnes de même sexe, participant - et invitant ses fidèles à faire de même - aux différentes mobilisations organisées par le mouvement d'opposition au mariage homosexuel, notamment à  la « manif pour tous ». Marc Aillet apporte son soutien au mouvement « Les Veilleurs ».

### Attitude face à des affaires de pédophilie
Informé des faits de pédophilie, dès 2009, commis par Jean-François Sarramagnan, prêtre au sein du diocèse de Bayonne, Marc Aillet ne signale au procureur les actes délictueux de l'abbé Sarramagnan que le 15 avril 2016. Toujours en contact avec des enfants, le prêtre anime, le 6 février 2016, une journée diocésaine pour des élèves de 4e et 3e. De même en 2012, le prêtre célèbre une messe de rentrée dans un lycée du diocèse, en septembre 2015, il accompagne des enfants de 6e pour un voyage à Lourdes. Pourtant Marc Aillet affirme que Jean-François Sarramagnan n'avait  « pas de responsabilité directe auprès des enfants et de jeunes »,.
Une deuxième affaire est évoquée, dans la paroisse Saint Étienne de Bayonne, avec des attouchements en 2007 sur une adolescente de 16 ou 17 ans, un dossier classé sans suite.
Le procureur de la république de Bayonne, Samuel Vuelta Simon, a ouvert une enquête en avril 2016 après la plainte déposée le 25 septembre 2015 par la mère du garçon qui avait 12 ans à l'époque du crime. Cette plainte a été transmise par le procureur de Clermont-Ferrand à celui de Bayonne en avril 2016. Selon Samuel Vuelta Simon, certains des faits délictueux se seraient passés à Hasparren. Suspendu de ces activités ecclésiastiques en avril 2016, Jean-François Sarramagnan vit depuis au sein de l'Abbaye Notre-Dame de Tournay.
En mars 2017, une enquête de Mediapart relève une liste d’évêques, dont Marc Aillet, qui auraient protégé des prêtres accusés d’abus sexuels en omettant intentionnellement d'alerter les autorités judiciaires,.
À la publication du rapport de la Commission indépendante sur les abus sexuels dans l'Église (CIASE), le 5 octobre 2021, Jean-Marc Sauvé a annoncé qu'un diocèse et une congrégation religieuse avaient refusé l'accès à leurs archives aux historiens de la CIASE. Mediapart révélera la semaine suivante qu'il s'agissait du diocèse de Bayonne, Lescar et Oloron et de la Fraternité sacerdotale Saint-Pie-X. Et selon le journaliste Timothée de Rauglaudre, « malgré la mise en place d’une cellule d’écoute, la question des violences sexuelles dans l’Église agace l’évêque et ses affidés ».
À la suite des plaintes d’anciens élèves de l'institution Notre-Dame de Bétharram pour des faits de violence et des agressions sexuelles dans les années 1980, Marc Aillet indique en février 2024 être « terriblement choqué » par ces révélations. Marc Aillet tient une conférence de presse le 13 mars 2025, où il affirme avoir « appris ces éléments dans la presse » concernant les établissements de Bétharram et Saint François-Xavier à Ustaritz. Il reconnait une omertà, « pour ne pas entacher l'image de l'institution » mais affirme que l’Église n’est pas non plus « restée inactive depuis 25 ans ». Arnaud Gallais, président de l'association Mouv'Enfants, est présent à cette conférence et accuse Marc Aillet de mensonge. Il lui rappelle par ailleurs son refus d'ouvrir les archives du diocèse lors de la Commission indépendante sur les abus sexuels dans l'Église.  

## Critiques
Le groupe Baptisés 64, regroupant une « centaine de croyants rattachés ou non à des paroisses des Pyrénées-Atlantiques » dénonce en décembre 2012, les prises de position de Marc Aillet. Les membres du groupe affirment que  « beaucoup de chrétiens ne cautionnent pas les interventions de l'évêque ».
Michel Oronos, curé à la retraite du diocèse de Bayonne, qualifie Marc Aillet de « traditionaliste » qui se situe dans la « sphère de l'extrême de droite » dans un ouvrage intitulé Enfin don Aillet vint consacré aux quatre premières années de son épiscopat à Bayonne et publié en février 2013.
Dans un article datant de décembre 2014, Véronique Fourcade, journaliste à Sud-Ouest Pays basque, relate la division dans l'Église entre les « pour » et les « contre » Marc Aillet.
Lors de l'été 2016, une soixantaine de prêtres interpellent Marc Aillet sur son mode de gouvernance, sa ligne traditionaliste et sa gestion financière. Les prêtres contestataires citent « des exemples tels que le soutien à une "marche pour la vie" (contre l'avortement), à Vladimir Poutine, Bachar el-Assad ("comme défenseur des minorités"), la remise en cause de la laïcité, "la mise en cause directe de responsables politiques et de l'Etat jugé parfois totalitaire"… ».

## Distinctions et rang ecclésiastique
- : Prêtre de l'Église catholique - juillet 1982
- : Vicaire épiscopal - 2001[53]
- : Chanoine de la Cathédrale Notre-Dame-de-la-Seds de Toulon - 2003
- : Évêque - octobre 2008

## Ouvrages publiés
- Lire la Bible avec S. Thomas : Le passage de la littera à la res dans la Somme théologique, Fribourg, Éd. universitaires, coll. « Studia Friburgensia » (no 80), 1993, 355 p.
- Un événement liturgique : ou le sens d'un motu proprio, Perpignan, Tempora, coll. « Les indispensables », 2007, 137 p.
- Ouvrage collectif, Prêtres pour le salut du monde, Parole et Silence, 2009.
- La charité du Christ nous presse : lettre pastorale aux prêtres, diacres, consacrés et fidèles du Christ sur l'urgence de la mission dans le diocèse de Bayonne, Lescar et Oloron, Perpignan, Artège, 2010, 215 p.
- L'objection de conscience face à la loi : pharmaciens hors-la-loi ?, Paris, Éd. de l'Homme nouveau, coll. « Hora decima », 2011, 84 p.
- La liturgie de l'esprit, Perpignan, Artège, 2012, 62 p.
- Convertissez-vous et croyez à l'Évangile : lettre pastorale aux prêtres, diacres, consacrés et fidèles du Christ pour une Église de disciples missionnaires dans le diocèse de Bayonne, Lescar et Oloron, Perpignan, Artège, 2013, 109 p.
- Vatican II, le Concile en questions : entre événement et héritage, Paris-Perpignan, Artège, 2015, 137 p.
- Embarqués avec Jésus : méditations pour temps d'épreuves, [Nouan-le-Fuzelier], EdB, 2021, 192 p.
- Le temps des saints : Ne soyons pas des chiens muets, Paris-Perpignan, Artège, 2023, 317 p. (ISBN 979-1-033-61298-8)

### Note
1. ↑  La délégation à Moscou était composée de lui-même, son chargé des questions relatives à la famille et à la vie, Guillaume d’Alançon ; Aymeric Pourbaix, directeur de la rédaction de l'hebdomadaire Famille chrétienne ; Grégor Puppinck, directeur du Centre européen pour le droit et la justice, à Strasbourg ; Thierry de la Villejégu, secrétaire général de la Fondation Jérôme-Lejeune ; Caroline Roux, secrétaire générale d’Alliance VITA, principale structure d’organisation de la Manif pour tous.